# Chiharu Ichō
Chiharu Ichō (jap. 伊調千春 Ichō Chiharu; ur. 6 października 1981 w Hachinohe) – japońska zapaśniczka w stylu wolnym, dwukrotna wicemistrzyni olimpijska, trzykrotna mistrzyni świata.
Dwukrotna srebrna medalistka igrzysk olimpijskich(2004, 2008) w kategorii do 48 kg.
Trzykrotna złota medalistka mistrzostw świata (2003, 2006, 2007) i wicemistrzyni w 2002 roku.
Mistrzyni Azji 2001, 2004, 2008. Mistrzyni Igrzysk Azjatyckich 2006. Pierwsza w Pucharze Świata w 2005 i 2006; druga w 2004 i czwarta w 2003. Uniwersytecka mistrzyni świata w 2002 roku.
Jest siostrą Kaori Ichō.